# كريستيان هانسن (أستاذ جامعي)
كريستيان هانسن (بالدنماركية: Christian Hansen)‏ هو مهندس معماري دنماركي، ولد في 20 أبريل 1803 في كوبنهاغن في الدنمارك، وتوفي في 2 مايو 1883 في فيينا في النمسا.